# طريق نيروبي الشمالي السريع
طريق نيروبي الشمالي السريع هو طريق في كينيا، أكبر اقتصاد في مجموعة شرق أفريقيا. يربط هذا الطريق حي رواكا بحي رويرو، وكلاهما في مقاطعة كيامبو.

## موقعه
يبدأ هذا الطريق في حي رواكا، على بعد حوالي 16 كيلومتر (10 ميل)، شمال غرب منطقة الأعمال المركزية في نيروبي، عاصمة كينيا وأكبر مدنها. من رواكا، يسير الطريق في اتجاه شرقي روندا. يعبر لفترة وجيزة إلى مقاطعة كيامبو، ويمر فوق طريق كيامبو، ويعود إلى مقاطعة نيروبي ويستمر إلى ماروروي في كاساراني. في ماروروي، يأخذ الطريق اتجاهًا شماليًا شرقيًا، ويعبر طريق كاميتي، ثم يمر عبر كاهاوا ويست ومستشفى جامعة كينياتا ويعود إلى مقاطعة كيامبو عند جسر نهر كاميتي بالقرب من حي ميمبلي إستيت وكيوانجا (مقاطعة نيروبي). وينتهي عند التقاطع مع طريق نيروبي الشرقي السريع في حي رويرو أو جيه. يبلغ طول الطريق السريع حوالي 21 كيلومتر (13 ميل)، من النهاية إلى النهاية.

## عن الطريق
هذا الطريق هو أحد الطرق السريعة الالتفافية الأربعة التي شُيّدت لتوجيه حركة المرور بعيدًا عن منطقة الأعمال المركزية في مدينة نيروبي، لتخفيف الاختناقات المرورية المتكررة في شوارع المدينة. تشمل الطرق السريعة الالتفافية، طريق نيروبي الغربي الالتفافي وطريق نيروبي الشرقي الالتفافي وطريق نيروبي الجنوبي الالتفافي وطريق نيروبي الشمالي الالتفافي. هو أحد هذه الطرق الالتفافية الأربعة التي تُشكّل طريقًا بطول 96.7 كيلومتر (60 ميل) الطريق الدائري حول المدينة.

## بناءه
تم إنشاء الطريق السريع بين عامي 2009 و2014 كطريق ذي مسارين أحادي الاتجاه. نفذت شركة الطرق والجسور الصينية هذا العمل. بميزانية قدرها 8.5 مليار شلن كيني (85 مليون دولار أمريكي).

## تطويره
في عام 2018، تعاقدت الحكومة الكينية مع شركة سينوهيدرو المحدودة لتحويل طريق نيروبي الشمالي الالتفافي إلى طريق مزدوج بأربعة مسارات، مع قنوات تصريف وممرات للمشاة على كلا الجانبين. وتشير التقديرات إلى أن تكلفة ازدواجية الطريقين الشمالي والشرقي الالتفافي ستتراوح بين 30 مليار و40 مليار شلن كيني (أي ما يعادل 300 مليون إلى 400 مليون دولار أمريكي).